# Попелька, Йоахим
Йоахим Попелька (нем. Joachim Popelka; 15 февраля 1910, Лейпциг — 5 апреля 1965, Мангейм) — немецкий дирижёр и композитор.

## Биография
Учился в Школе Святого Фомы и пел в Хоре Святого Фомы. Затем учился в Лейпцигской консерватории и Лейпцигском университете. В 1931—1934 гг. работал в немецких подразделениях музыкального издательства Ricordi, с которым и в дальнейшем продолжал сотрудничать как переводчик итальянских оперных либретто (осуществил 38 переводов, некоторые из них в соавторстве с Г. К. Винклером). В 1933—1937 гг. репетитор Лейпцигской оперы, в 1937—1939 гг. дирижёр в Гиссене, затем вернулся в Лейпциг. В 1942—1943 гг. дирижёр в опере Галле, затем мобилизован в вермахт.
По окончании Второй мировой войны обосновался в Мангейме и посвятил себя восстановлению музыкальной жизни в почти полностью разрушенном городе. Одновременно с 1954 г. дирижёр Бетховенского хора из Людвигсхафена.
Автор оперы «Всё вокруг Шахразады» (нем. Alles um Herazade; 1957), школьных опер «Путешествие вокруг света» (нем. Die Reise um die Erde; 1932) и «Двенадцать месяцев» (нем. Die zwölf Monate; 1933), фортепианного концерта, камерной музыки (в том числе сонаты для балалайки и фортепиано).